# Yvonne Diéterle
Pour les articles homonymes, voir Dieterle.
Yvonne Emma Diéterle, dite aussi Yvonne Pierre Laurens, née le 7 mars 1882 à Paris et morte le 23 novembre 1974 à Fontenay-aux-Roses est une sculptrice et peintre française.

## Biographie

### Famille
Yvonne Emma Diéterle naît le 7 mars 1882, dans le 9e arrondissement de Paris. Elle est issue d'une célèbre famille d'artistes dont son grand-père. Elle est la fille cadette du peintre Georges Diéterle et de Jeanne Lailler (1853-1914).
À la fin de la Première Guerre mondiale, le couple s'installe au 5, rue Cassini à Paris, puis à Fontenay-aux-Roses à partir de 1921.

### Carrière artistique
En 1899, Yvonne Diéterle expose pour la première fois au Salon de la Société des artistes français et y présente un buste. L'année suivante en 1900, son Semeur grandeur nature en plâtre lui vaut une mention honorable,.
Reconnue comme portraitiste de talent, elle devient sociétaire de la Société des artistes français en 1903. Plusieurs artistes de renom, comme Fernand Cormon, William Laparra ou André Devambez l'ont toujours soutenue.
Elle expose au Salon des artistes français jusqu'en 1906, date à laquelle Yvonne Diéterle a déjà à son actif près d'une trentaine de sculptures, puis en 1912, où elle présente un buste du peintre George Desvallières, réalisé quelques années auparavant. Elle expose également au Salon d'automne en 1904, 1905, 1906 et 1910, au Salon de Rouen en 1903 et 1906 — elle y obtient, en 1906, une médaille d'argent pour le buste en bronze de son père —, ainsi qu'au Salon du Havre en 1902 et 1914.
Par la suite, elle expose peu : deux tableaux au Salon des artistes français de 1948, dont un portrait de sa petite-nièce Catherine Join-Diéterle, pour lequel elle reçoit une médaille d'or et un dernier portrait au Salon de 1949.
Elle est inhumée à Paris au cimetière du Montparnasse, dans le caveau de la famille Laurens.

## Œuvres

### Sculpture
- 1900 : Le Semeur, statue en plâtre, Fécamp, musée des Pêcheries[13].
- 1901 : Jules Siegfried, buste en plâtre, Fécamp, musée des Pêcheries[13].
- 1901 ; La Veuve, groupe en plâtre, œuvre disparue, Le Havre, musée des Beaux-Arts.
- 1903 : Le Sommeil, marbre, Fécamp, musée des Pêcheries[13].
- vers 1925 : Jean-Pierre Laurens, buste en pierre, Fécamp, musée des Pêcheries[13].